# Nid d'Aigle (France)
Pour les articles homonymes, voir Nid d'aigle.
Le Nid d'Aigle est un point de vue panoramique de France situé en Haute-Savoie, dans le massif du Mont-Blanc.

## Géographie
À 2 372 mètres d'altitude, il est dominé par les aiguilles du Goûter (3 863 mètres) et de Bionnassay (4 052 mètres) et la vue porte sur le glacier et la vallée de Bionnassay à ses pieds et au loin sur la vallée de l'Arve, la chaîne des Aravis et le massif du Faucigny.

## Transport
Le site constitue le terminus du tramway du Mont-Blanc entre 1913 et 2023, date à laquelle la gare est fermée pour être déplacée en 2025 au pied du refuge du Nid-d'Aigle à environ 300 mètres plus au sud. Ce refuge avait été construit en 1933 au Nid d'Aigle mais après un incendie en 2003, il est reconstruit à son emplacement actuel en 2006. Ces points d'intérêts et la facilité d'accès depuis le bas de la vallée font que le site est l'un des hauts lieux touristiques du Pays du Mont-Blanc.

## Ascensions
Le site est le point de départ pédestre de la voie normale pour le mont Blanc, les alpinistes descendant du train à cet endroit avant de poursuivre leur ascension à pied via le Désert de Pierre Ronde, les Rognes, le glacier de Tête-Rousse, le refuge du Goûter puis le dôme du Goûter. Il est également possible de gagner le Nid d'Aigle à pied depuis le hameau de Bionnassay en rive droite du glacier de Bionnassay.

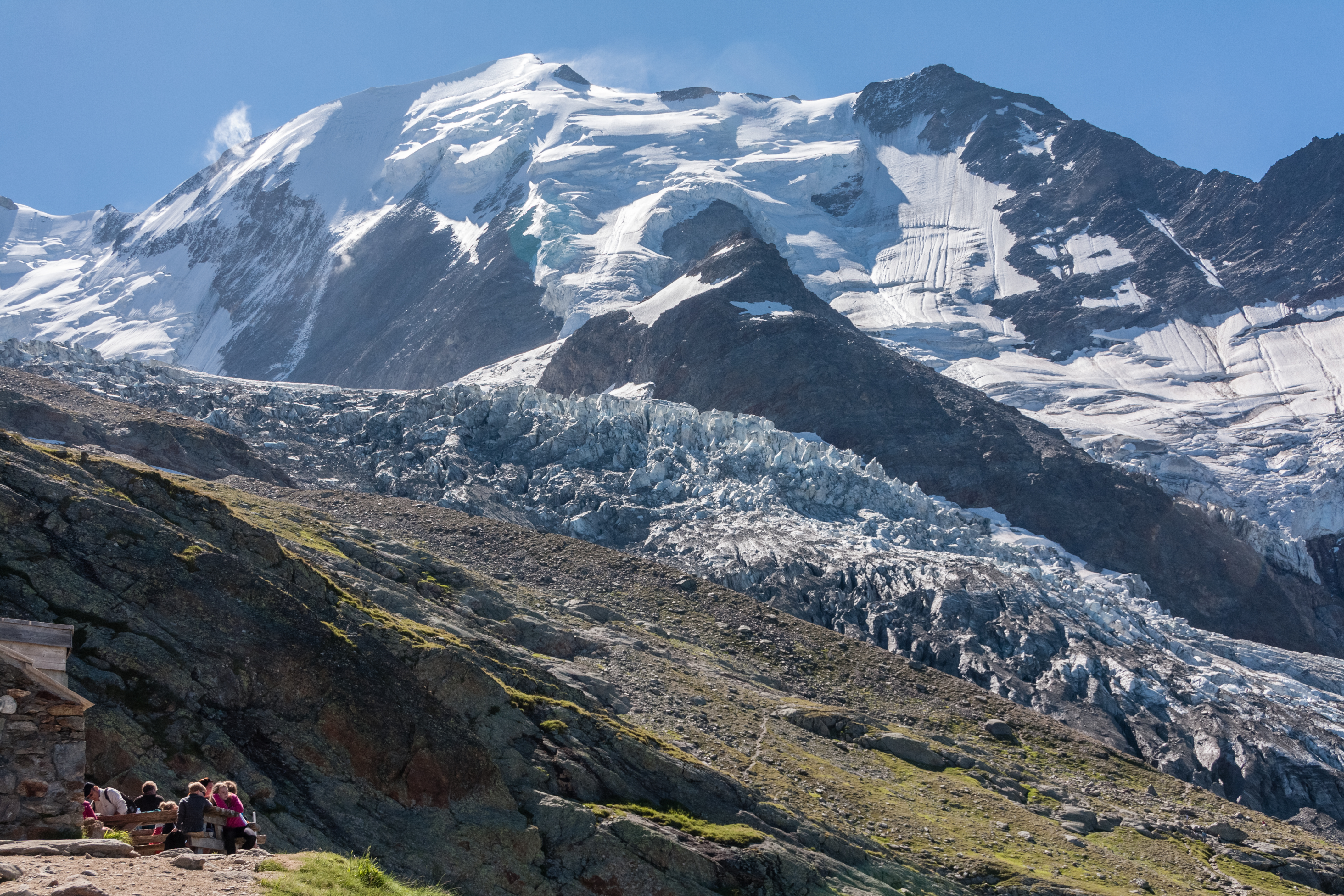
Vue du glacier et de l'aiguille de Bionnassay depuis le Nid d'Aigle.

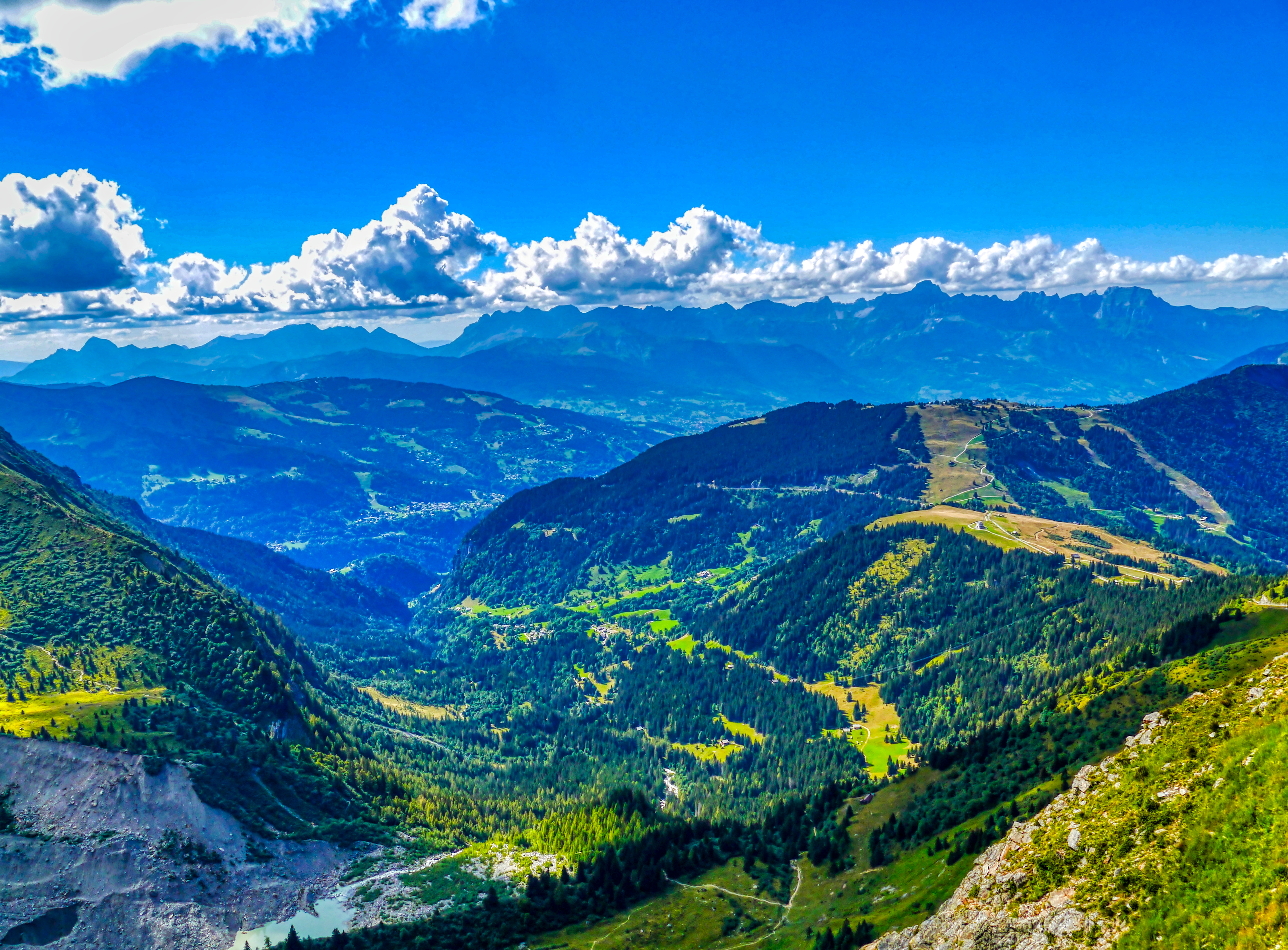
Panorama sur la vallée de Bionnassay et la chaîne des Aravis depuis le Nid d'Aigle.